# Montesquieu-Volvestre
 Montesquieu-Volvestre  es una población y comuna francesa, en la región de Mediodía-Pirineos, departamento de Alto Garona, en el distrito de Muret. Es el chef-lieu y la mayor población del cantón de Montesquieu-Volvestre.

## Demografía
| 1915 | 1924 | 1950 | 2088 | 2117 | 2314 |
| Para los censos de 1962 a 1999 la población legal corresponde a la población sin duplicidades (Fuente: INSEE [Consultar]) |      |      |      |      |      |